# Касалуна (річка)
Касалуна (фр. Casaluna корс. Casaluna) — річка Корсики (Франція). Довжина 25,3 км, витік знаходиться на висоті 1 284 метрів над рівнем моря на схилах гори Монте Сан Петроне (Monte San Petrone) (1767 м). Впадає в річку Голо на висоті 209 метрів над рівнем моря.
Протікає через комуни: Картіказі, Камбія, Сан-Лоренцо, Ероне, Лано, Аіді, Салічето (Верхня Корсика), Гавіньяно (Верхня Корсика), Морозалья і тече територією департаменту Верхня Корсика та кантонами: Бустаніко (Bustanico), Кастіфао-Морозалья (Castifao-Morosaglia), Альто-ді-Казаконі (Alto-di-Casacconi)